# Magistratus
Magistratus (česky magistrát) byl ve starověkém Římě úředník zastávající magistraturu, tedy některý z volených úřadů. Magistratury se rozlišovaly na vyšší (diktátor, cenzor, konzul, praetor) a nižší (tribun lidu, aedil, quaestor) resp. na řádné a mimořádné. Quaestura, aedilita, praetura a konzulát tvořily jednotlivé příčky úřední dráhy (cursus honorum). Každý magistrát disponoval úřední mocí nazývanou potestas. Pouze diktátorovi, konzulům a praetorům náleželo navíc imperium. Výkon magistratur zásadně podléhal principům bezplatnosti, volitelnosti, annuity (funkce trvala jediný rok), kolegiality a dodatečné odpovědnosti.
Slovo se začalo znovu používat ve středověku, kdy nabylo v různých evropských zemích různých významů. V Německu, Rakousku, ČR a na Slovensku je dodnes Magistrat jménem pro městskou radu, zatímco v Anglii a jejích bývalých koloniích je magistrate většinou nižší soudce (smírčí soudce). Ve španělsky mluvících zemí, Francii a Itálii jde také o funkci soudní.